# Атамановка (Ростовская область)
Атама́новка — хутор в Неклиновском районе Ростовской области.
Входит в состав Фёдоровского сельского поселения.

## Население
| 2010 |
| ---- |
| 69   |

## Улицы
На хуторе имеются две улицы — Луговая и Свободы.